# 東名多摩川橋
東名多摩川橋 （とうめいたまがわばし）は、東京都世田谷区 - 神奈川県川崎市多摩区の多摩川に架かる東名高速道路（第一東海自動車道）の橋長495 m（メートル）の桁橋。

## 概要
- 形式 - 鋼3径間連続合成鈑桁橋3連
- 橋長 - 495.000 m
  - 支間割 - (3×54.710 m) + (56.018 m[注釈 1] + 2×54.770 m) + (3×54.800 m)
- 幅員
  - 総幅員 - 31.300 m
  - 有効幅員 - 2×14.050 m
- 基礎 - 鋼管杭基礎[1]
- 床版 - 鉄筋コンクリート
- 総鋼重 - 2556.2 t
- 施工 - 戸田建設・不動建設[注釈 2]JV（下部工）[2]、日本橋梁・日本鋼管[注釈 3]JV（上部工）[3]

## 歴史
東名高速道路が多摩川を渡る橋梁として多摩川橋の仮称で日本道路公団京浜建設局が施工を担当した。京浜建設局は標準化として鋼桁橋では床版最大支間を4 mに統一しており、本橋は6車線区間であることから4主桁となった。工事は下部工が1964年（昭和39年）9月16日に発注され、1965年（昭和40年）7月31日に竣工し、上部工が1964年（昭和39年）12月22日に発注され、1966年（昭和41年）12月22日に竣工した。本橋を含む区間は1968年（昭和43年）4月25日に開通した。
2020年度（令和2年度）に床版取替工事がデザインビルド方式にて発注され、大林組・大林道路JVにより受注された。東名高速の重交通への支障を極力軽減するために車線を確保すべく断面を5分の1に分割し通年施工によって実施される予定である。
この床版取替工事は首都圏6車線区間では初めてとなる大規模リニューアル工事で、全期間での通年での昼夜連続の車線シフト、一部期間での昼夜連続の車線分離と夜間車線規制を実施して行うもので2021年（令和3年）11月下旬から2024年（令和6年）11月下旬までの工期を予定し、同年11月9日をもってリニューアル工事が完了した。これに対し、「東名多摩川橋の大規模更新 」として2024年度（令和6年度）の土木学会田中賞作品部門（既設）を受賞した。

## 周囲の橋
- 多摩川
  - （上流）- 多摩水道橋（世田谷通り・津久井道） - 小田急小田原線多摩川橋梁 - 東名多摩川橋（東名高速道路） - 新二子橋 - 二子橋（国道246号）- 東急田園都市線多摩川橋梁 - （下流）